# فیلیس لاو
فیلیس لاو (انگلیسی: Phyllis Love؛ ۲۱ دسامبر ۱۹۲۵ – ۳۰ اکتبر ۲۰۱۱) هنرپیشه و آموزگار اهل ایالات متحده آمریکا بود. وی بین سال‌های ۱۹۴۸ تا ۲۰۱۱ میلادی فعالیت می‌کرد.
به مدت پانزده سال،  لاو در هیئت علمی دبیرستان مورنینگ ساید در اینگلوود، کالیفرنیا ، مشغول به تدریس درام و زبان انگلیسی بود. 

## فیلم‌شناسی
از فیلم‌ها یا برنامه‌های تلویزیونی که وی در آن نقش داشته است می‌توان به ترغیب دوستانه اشاره کرد.